# Analisi delle prestazioni
In informatica, l'analisi delle prestazioni è un'attività che, in generale, ha come obiettivo la misura e l'ottimizzazione della quantità di lavoro utile svolto da un sistema di elaborazione in relazione al tempo e alle risorse disponibili.

## Descrizione
Non esiste una singolo metodo di misura delle prestazioni che sia valido in tutte le situazioni, così come non esiste un'unica proprietà misurabile che sia un buon indice di prestazione in tutti i casi. Tra i vari che vengono considerati più di frequente si possono sicuramente annoverare:
- Tempo di completamento[2]
- Tempo di risposta
- Produttività[3]
- Utilizzo delle risorse (memoria, processori, periferiche, etc.)
- Consumo energetico
- Disponibilità

Sulle prestazioni del computer incidono sia le periferiche hardware che la qualità del software. Le prime forniscono la potenza di calcolo pura, il secondo ha il compito di completare un lavoro con la massima efficienza.
In termini quantitativi, la performance di un computer può essere valutata con varie misurazioni, come ad esempio latenza, larghezza di banda, tempo di risposta, tempo di completamento ecc.
Esistono diversi metodi di misurazione nei vari contesti e vengono definiti benchmark (dall'inglese punto di riferimento).
Vi sono benchmark specifici per la valutazione delle performance specifiche e altri benchmark, detti benchmark sintetici, che restituiscono un punteggio derivato dalla somma di vari test specifici.
La veridicità di questi test è fonte di discussioni e dibattiti, ed è in generale ritenuta poco affidabile per l'elevata variabilità dei contesti in cui viene utilizzato un computer.